# Страдела
Страдѐла (на италиански и на местен диалект: Stradella) е град и община в Северна Италия, провинция Павия, регион Ломбардия. Разположен е на 101 m надморска височина. Населението на общината е 11 617 души (към 2014 г.).